# Athletics Federation of Nigeria
La Athletics Federation of Nigeria (AFN, in italiano Federazione Nigeriana di Atletica Leggera) è una federazione sportiva che ha il compito di promuovere la pratica dell'atletica leggera e coordinarne le attività dilettantistiche ed agonistiche in Nigeria.
Fu fondata nel 1944 ed è affiliata alla World Athletics, alla Confederation of African Athletics e al Comitato Olimpico della Nigeria. Ha sede a Garki, presso il Nigeria National Stadium.

## Storia
Nel 1944, durante un meeting di persone coinvolte a vario titolo nel mondo dell'atletica leggera in Nigeria, venne fondato il Central Committee of the Amateur Athletic Association of Nigeria, nome che solo successivamente venne cambiato in Athletics Federation of Nigeria. Di lì a poco lo venne eseguita la stesura dello statuto sulla base di quello dell'Amateur Athletic Association e adattandolo alle esigenze e leggi locali. Il primo presidente fu il capitano D.H. Holley.
Nel 1950 la Nigeria fece la sua prima apparizione ai Giochi dell'Impero Britannico (quelli che oggi sono i Giochi del Commonwealth) e Josiah Majekodunmi vinse la prima medaglia internazionale per l'atletica nigeriana nel salto in alto. La prima olimpiade per la Nigeria fu invece quella di Helsinki 1952